# 안주 (AV 여우)
안주(일본어: 杏珠, 1984년 5월 6일 ~ )는 일본의 AV 배우이다.